# Ravni (Kolašin)
Pour les articles homonymes, voir Ravni.
Ravni (en serbe cyrillique : Равни) est un village du centre du Monténégro, dans la municipalité de Kolašin.

## Démographie

### Évolution historique de la population
| 1948 | 1953 | 1961 | 1971 | 1981 | 1991 | 2003 |
| ---- | ---- | ---- | ---- | ---- | ---- | ---- |
| 260  | 205  | 202  | 143  | 100  | 67   | 48   |